# Клоувер (Вісконсин)
Клоувер (англ. Clover) — місто (англ. town) в США, в окрузі Бейфілд штату Вісконсин. Населення — 261 особа (2020).

## Демографія
Згідно з переписом 2010 року, у місті мешкали 223 особи в 116 домогосподарствах у складі 69 родин. Було 416 помешкань
Расовий склад населення:
| - 96,9 % — білих - 0,9 % — корінних американців |

До двох чи більше рас належало 1,8 %. Частка іспаномовних становила 1,3 % від усіх жителів.
За віковим діапазоном населення розподілялося таким чином: 12,6 % — особи молодші 18 років, 53,3 % — особи у віці 18—64 років, 34,1 % — особи у віці 65 років та старші. Медіана віку мешканця становила 57,7 року. На 100 осіб жіночої статі у місті припадало 127,6 чоловіків;  на 100 жінок у віці від 18 років та старших — 126,7 чоловіків також старших 18 років.
Середній дохід на одне домашнє господарство  становив 54 679 доларів США (медіана — 44 583), а середній дохід на одну сім'ю — 72 509 доларів (медіана — 69 375). Медіана доходів становила 54 167 доларів для чоловіків та 33 750 доларів для жінок. За межею бідності перебувало 13,0 % осіб, у тому числі 33,3 % дітей у віці до 18 років та 11,8 % осіб у віці 65 років та старших.
Цивільне працевлаштоване населення становило 75 осіб. Основні галузі зайнятості: освіта, охорона здоров'я та соціальна допомога — 25,3 %, будівництво — 18,7 %, науковці, спеціалісти, менеджери — 13,3 %, транспорт — 9,3 %.